# Самуил Аба
Са́муил Аба́ (Ша́муэль Аба́; венг. Aba Sámuel; около 990 — 5 июля 1044, Абашар) — венгерский король (1041—1044), был женат на сестре короля Иштвана I Святого.
Родился в знатной венгерской семье Аба, имевшей обширные владения в Матранских горах. Около 1009 года Самуил Аба (или его отец) женился на сестре Иштвана I, первого короля Венгрии. Король назначил его палатином. Король Иштван I умер в 1038 году, и его наследником стал племянник венецианец Пётр Орсеоло. Однако в 1041 году венгерские вельможи свергли Петра и избрали королём Самуила Абу. Пётр Орсеоло вернул себе престол в 1044 при содействии императора Священной Римской империи Генриха III, который разбил армию Самуила в битве при Мёнфе. Самуил Аба бежал с поля боя, но был схвачен и казнён.

## Биография

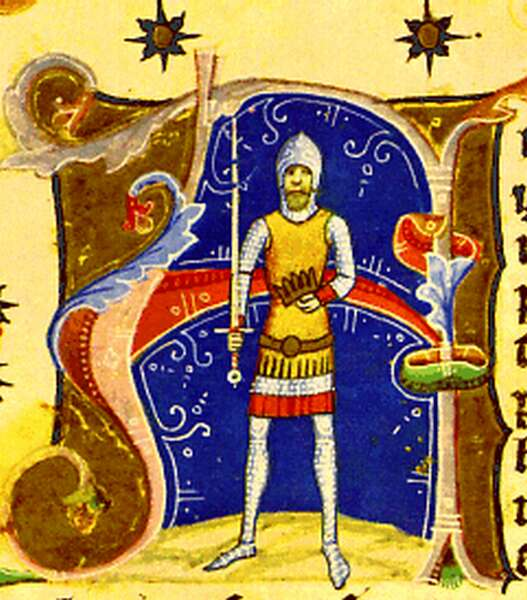
Самуил Аба, хроника Illuminated Chronicle.

### Происхождение
Летописи XI века не упоминали короля по имени Самуил Аба. В немецкой хронике он упоминался как Обо, Ово или Аба. На его монетах ставилось клеймо «Sámuel rex». Лишь сведения Анонима позволяют утверждать что Аба и король Самуил — одно и то же лицо.
Род Самуила, в соответствии с данными автора летописи Gesta Hungarorum Анонима, пошёл от двух «половецких (куманских)» вождей, Эда и Эдемена, получивших «обширные земли в Матранских горах» от Арпада, Великого князя венгерского. Иные сведения дают венгерские хроники XIV века (в частности, записи Симона Кеза), называющие Эда и Эдемена сыновьями Шабы — сына самого Аттилы от некой хорезмийки. Так как все венгерские хроники подчеркивают восточное — «половецкое» или «хорезмийское» — происхождение Эда и Эдемена, Дьюла Кристо и некоторые другие историки предполагают, что род Аба пошёл из каваров — хазарского племени, присоединившегося к венграм в период заселения ими Карпатского бассейна. Кристо также утверждает, что с учётом имени Самуила, он родился в семье, исповедовавшей иудаизм. Существует также версия, что Самуил и его родственники были несторианами.
Не вызывает сомнения, что Самуил происходил из знатной семьи, так как около 1009 года за одного из её членов была выдана неназванная сестра Иштвана I, первого короля Венгрии. Однако историки до сих пор спорят, женился ли на принцессе сам Самуил или его отец. Если её мужем был Самуил, то он должен был родиться раньше 990 года. После женитьбы он был обращён в христианство из иудаизма или язычества. Примерно в то же время была образована католическая Эгерская епархия, охватившая Матранский регион. Согласно венгерским хроникам, Самуил основал аббатство в деревне Абашар. Кроме того, самые ранние археологические слои на территории монастыря в Фельдебрё также относятся к первой половине XI века.

### Путь к власти

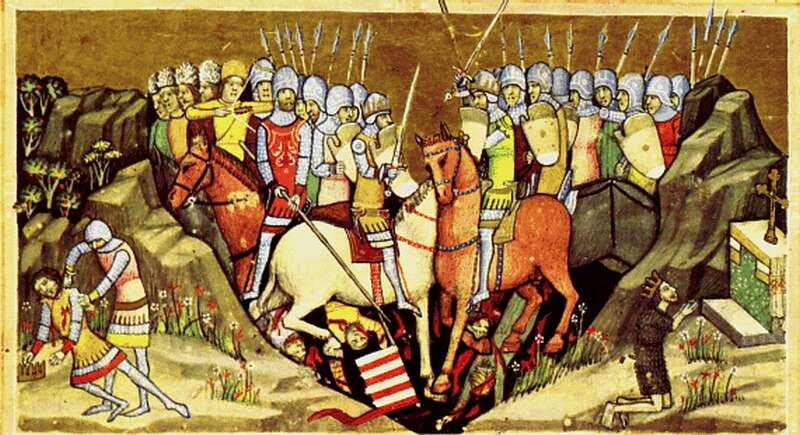
Битва при Мёнфе, 1044 год.

Самуил занимал важные государственные посты в царствование короля Иштвана I. Так, Пал Энгель предполагает, что крепость (ныне — деревня) Абауйвар («Новый замок Абы») была названа в его честь, утверждая, что он был её первым ишпаном и управляющим областью Абауй. Он был также членом королевского совета и первым палатином Венгрии (то есть вторым человеком в королевстве), а также содействовал королю в объединении государства.
Король Иштван I умер 15 августа 1038 года, ему наследовал его племянник, Пётр Орсеоло. Почему король проигнорировал Самуила как потенциального наследника, ни один источник не объясняет. Новый монарх окружил себя немецкими и итальянскими вельможами и отодвинул от трона местную знать, в том числе Самуила. В 1041 году недовольные этим венгерские аристократы свергли короля Петра и избрали новым правителем Самуила.

### Правление

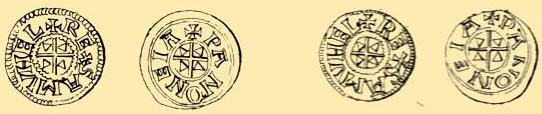
Денарии Самуила Абы.

Самуил отменил все законы, введённые Петром, и инициировал казни и пытки его сторонников. Венгерские хроники критиковали нового короля за милости по отношению к крестьянам. Он даже отменил некоторые сборы, взимаемые с простолюдинов.
В то же время Пётр Орсеоло прибыл ко двору императора Генриха III просить помощи в возвращении престола. Самуил отправил своих послов к императору в Страсбург, предлагая добрососедские отношения, однако последний заявил, что принял сторону Петра.
Тогда 15 февраля 1042 года Самуил атаковал австрийские земли. Южная армия венгров во главе с королём разорила город Тульн, однако северная армия была разбита австрийским маркграфом Адальбертом. Тем не менее, Самуил вернулся домой победителем. В ответ в 1043 году Генрих III вторгся на территорию Венгрии и вынудил Самуила отказаться от всех венгерских территорий к западу от рек Лейта и Морава. Самуил также обязался уплатить дань. Для этого он был вынужден ввести новые налоги на церковную собственность и изъять некоторые церковные имения. Эта политика вызвала недовольство даже среди его ближайшего окружения.

[…] Король Аба стал высокомерным и начал жестоко притеснять венгров. Он считал, что между хозяином и рабом все должно быть общим, а нарушение присяги он считал сущим пустяком. Презрев вельмож королевства, он общался с крестьянами и простолюдинами. Венгерские дворяне не желали терпеть этого и сговорились, что убьют его. Но один из них доложил королю о заговоре, после чего король отправил в тюрьму многих из них. Он также сделал так, чтобы они были преданы смерти без судебного разбирательства.— Illuminated Chronicle
Так как по приказу Самуила заговорщики были казнены в Великий пост, епископ Герард Венгерский отказался провести церемонию коронации на Пасху.

### Смерть

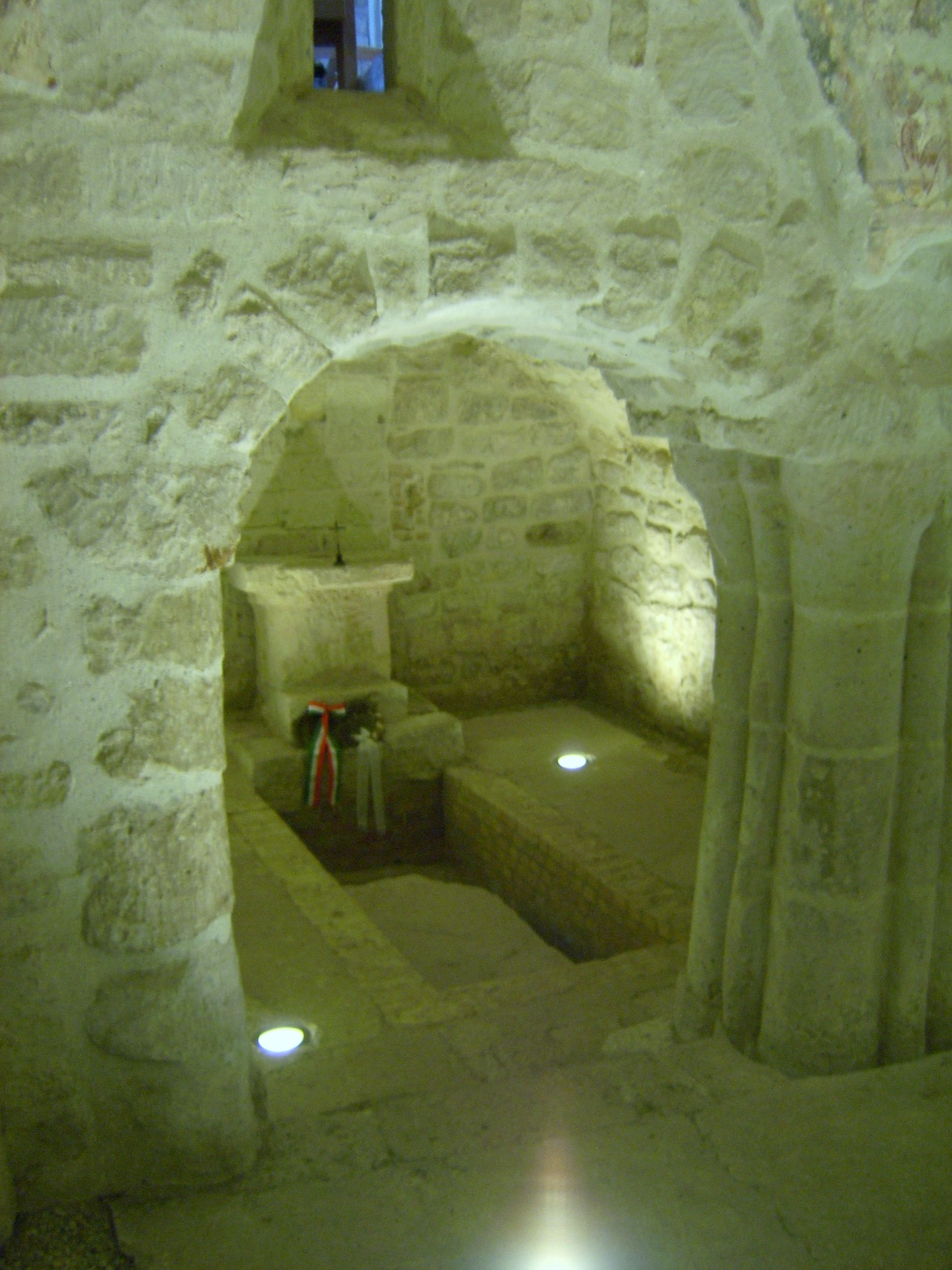
Гробница Самуила Абы

В 1044 году император Генрих III вновь вторгся на территорию Венгрии, чтобы восстановить Петра на престоле. Решающая битва произошла при Мёнфе, недалеко от Дьера, где армия Самуила была разгромлена. Согласно немецким источникам, Самуил был в битве захвачен в плен и казнен по приказу Петра Орсеоло. Однако венгерские хроники XIV века рассказывают, что он бежал до реки Тисы, где был схвачен и убит местными жителями. В тех же хрониках указано, что первоначально Самуил Аба похоронен в ближайшей церкви, откуда впоследствии его тело было перенесено в его фамильный монастырь в Абашаре.

Когда король Аба нарушил условия договора, король Генрих вторгся на территорию Венгрии с очень небольшой армией. Аба, собравший очень большую армию, столь презрительно отнесся к противнику, что позволил ему войти в провинцию, хотя мог легко пресечь вражеское продвижение. Генрих, однако, веря в божественную помощь, быстро пересек реку Рааб с частью своих сил и вступил в битву. В первой же атаке он обратил в бегство многочисленные отряды венгров, теряя очень немногих из своих людей. Сам он храбро сражался и 5 июля одержал славную победу. Король Аба чудом спасся бегством, а венгры толпами бросились сдаваться в плен. […] Вскоре после этого Аба был взят в плен королём Петром и заплатил за свои преступления головой— Герман Рейхенау. Chronicle

## Память

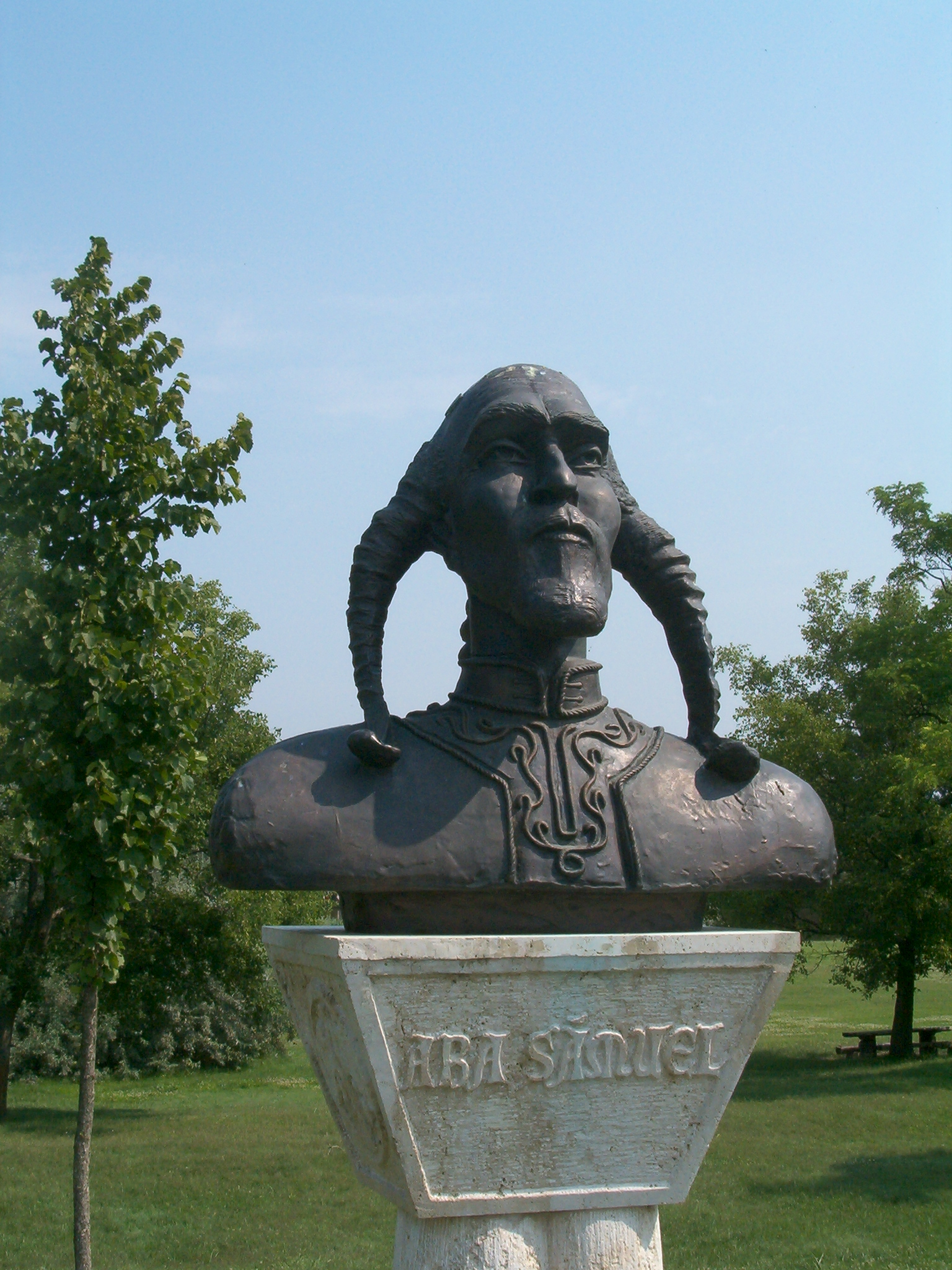
Памятник Самуилу Абе в National Historical Memorial Park of Ópusztaszer

Самуил Аба — неоднозначная фигура в венгерской истории. В венгерских хрониках он традиционно изображается как тиран, однако в народе довольно долго почитался как святой.
В монастыре Абашар в церкви можно увидеть фрески, на которых Самуил передает ключ аббату этого монастыря. В Национальном историческом парке (National Historical Memorial Park of Ópusztaszer) установлен бюст Самуила Абы. Он запечатлен с прической по языческому обряду — три плетеные косички по трем сторонам черепа.
От Самуила Абы ведёт своё происхождение, хотя без убедительных доказательств, один из венгерских дворянских родов, именем которого в конце XIX века назывался комитат Абауй (часть современного медье Боршод-Абауй-Земплен).

## Могила
Самуил Аба был похоронен на монастыре Абашар. В 1971 году в ходе раскопок, проводимых в монастыре, был обнаружен склеп с захоронениями. Нет никаких доказательств, что в одной из трех вскрытых могил находятся останки Самуила, однако это весьма вероятно: хронист XIII века Шимон из Кезы писал, что монастырь в Абашаре был «его [Самуила] собственным монастырем».